# Resolutie 839 Veiligheidsraad Verenigde Naties
Resolutie 839 van de Veiligheidsraad van de Verenigde Naties werd op 11 juni 1993
unaniem aangenomen door de VN-Veiligheidsraad.

## Achtergrond
Nadat in 1964 geweld was uitgebroken tussen de Griekse en Turkse bevolkingsgroep op Cyprus stationeerden
de VN de UNFICYP-vredesmacht op het eiland. Haar missie wordt sindsdien om het half jaar verlengd. In 1974
bezette Turkije het noorden van Cyprus na een Griekse poging tot staatsgreep. In 1983
werd dat noordelijke deel met Turkse steun van Cyprus afgescheurd. Midden 1990 begon het toetredingsproces van
(Grieks-)Cyprus tot de Europese Unie maar de EU erkent de Turkse Republiek Noord-Cyprus niet.

## Inhoud
De Veiligheidsraad:
- Neemt nota van het rapport van de secretaris-generaal over de VN-operatie in Cyprus.
- Neemt ook nota van de aanbeveling om de missie van de vredesmacht met een periode van zes maanden te verlengen.
- Bemerkt ook het akkoord van de Cypriotische overheid voor het behoud van de macht na 15 juni 1993.
- Herinnert eraan dat hij de macht ging herstructureren en grondig herzien in december 1993.
- Herhaalt zijn oproep aan beide partijen om samen te werken met UNFICYP om de ontmanning van de smalle delen van de VN-bufferzone uit te breiden.
- Bevestigt resolutie 186 (1964).

1. Verlengt de VN-vredesmacht nogmaals met een verdere periode tot 15 december 1993.
2. Vraagt de secretaris-generaal zijn bemiddeling voort te zetten, de Veiligheidsraad op de hoogte te houden en tegen 15 november 1993 te rapporteren over de uitvoering van deze resolutie.
3. Steunt ook de aanbeveling van de secretaris-generaal dat beide zijden maatregelen nemen om het afvuren van wapens groter dan handvuurwapens in gezichts- of gehoorsafstand te verbieden.
4. Roept alle betrokkenen op om te blijven samenwerken met de macht.
5. Roept beide partijen op de intercommunautaire gesprekken constructief voort te zetten.

## Verwante resoluties
- Resolutie 796 Veiligheidsraad Verenigde Naties (1992)
- Resolutie 831 Veiligheidsraad Verenigde Naties
- Resolutie 889 Veiligheidsraad Verenigde Naties
- Resolutie 902 Veiligheidsraad Verenigde Naties (1994)

Lijst ·  800 ·  801 ·  802 ·  803 ·  804 ·  805 ·  806 ·  807 ·  808 ·  809 ·  810 ·  811 ·  812 ·  813 ·  814 ·  815 ·  816 ·  817 ·  818 ·  819 ·  820 ·  821 ·  822 ·  823 ·  824 ·  825 ·  826 ·  827 ·  828 ·  829 ·  830 ·  831 ·  832 ·  833 ·  834 ·  835 ·  836 ·  837 ·  838 ·  839 ·  840 ·  841 ·  842 ·  843 ·  844 ·  845 ·  846 ·  847 ·  848 ·  849 ·  850 ·  851 ·  852 ·  853 ·  854 ·  855 ·  856 ·  857 ·  858 ·  859 ·  860 ·  861 ·  862 ·  863 ·  864 ·  865 ·  866 ·  867 ·  868 ·  869 ·  870 ·  871 ·  872 ·  873 ·  874 ·  875 ·  876 ·  877 ·  878 ·  879 ·  880 ·  881 ·  882 ·  883 ·  884 ·  885 ·  886 ·  887 ·  888 ·  889 ·  890 ·  891 ·  892